# عزلة مورخة (تعز)

تعديل مصدري - تعديل

عزلة مورخة هي عزلة في مديرية شرعب الرونة بمحافظة تعز اليمنية. تقع شمال مدينة تعز وتبعد عن المدينة 30 كم. وهي منطقة جبلية تغطيها أشجار القات ومدرجات زراعية وهي أصغر عزلة في شرعب الرونة.

## المساحة والسكان
تبلغ مساحتها 1,4كم عدد سكانها 2450 نسمة ويعتمد سكانها على الزراعة وتربية المواشي.